# Vampyronassa rhodanica
A Vampyronassa rhodanica a fejlábúak (Cephalopoda) osztályának tintahalalakúak (Coleoidea) alosztályába, ezen belül a Vampyromorphida rendjébe és a vámpírtintahal-félék (Vampyroteuthidae) családjába tartozó fosszilis faj.
Nemének eddig az egyetlen felfedezett faja.

## Tudnivalók
A Vampyronassa rhodanica fosszilis fejlábú, mely a középső jura kornak a callovi nevű korszakában élt, azaz 165-164 millió évvel ezelőtt.
A körülbelül 20 darab fosszilis maradványt a Franciaországban levő Ardèche megyéhez tartozó La Voulte-sur-Rhône település mellett találták meg.
Gyakran rokonítják a ma is élő vámpírtintahallal (Vampyroteuthis infernalis) - bár a legújabb kutatások szerint meglehet, hogy nem is közeli rokonok. -, azonban a fosszilis fajnak hosszabbak voltak az első fogókarjai, nagyobb volt a tölcsére és hosszúkásabb volt a bőrszerű köpenye.

### Fordítás
- Ez a szócikk részben vagy egészben  a   Vampyronassa című angol Wikipédia-szócikk ezen változatának fordításán alapul.  Az eredeti cikk szerkesztőit annak laptörténete sorolja fel. Ez a jelzés csupán a megfogalmazás eredetét és a szerzői jogokat jelzi, nem szolgál a cikkben szereplő információk forrásmegjelöléseként.